# Yresta
Yresta är en bebyggelse i Rasbo socken i Uppsala kommun, Uppland. Vid SCB:s ortsavgränsning 2020 avgränsades här en småort.